# The Entire History of You
"The Entire History of You" é o terceiro e último episódio da primeira temporada da série de antologia e ficção científica britânica Black Mirror. O episódio foi escrito por Jesse Armstrong, criador das séries Peep Show e Fresh Meat, tornando-se o único episódio da série que não foi escrito ou co-escrito pelo showrunner Charlie Brooker. O episódio foi dirigido por Brian Welsh e exibido originalmente no Channel 4 em 18 de dezembro de 2011.
O episódio é ambientado em uma realidade alternativa onde a maioria das pessoas possuem implantes em forma de "grãos" que gravam tudo o que fazem, vêem ou ouvem, e também permite que eles reproduzam suas lembranças na frente de seus olhos ou em uma tela. A história segue Liam (Toby Kebbell), um homem que começa a suspeitar que sua esposa Ffion (Jodie Whittaker) poderia ter tido um caso com um amante.
"The Entire History of You" recebeu críticas positivas. Em 2013, Robert Downey Jr. selecionou o episódio em questão para ser transformado em um filme pela Warner Bros. e a sua própria empresa de produção, Team Downey.

## Enredo
Em uma realidade alternativa a maioria das pessoas possuem um "grão" implantado atrás de suas orelhas que registra tudo o que fazem, vêem ou ouvem. Isso permite que as suas memórias sejam reproduzidas na frente dos olhos da pessoa ou em uma tela, um processo conhecido como "re-do".
Liam Foxwell (Toby Kebbell), um jovem advogado, participa de uma entrevista de emprego que ele sente que não foi bem. Depois de sair da entrevista, ele relembra sua memória e se debruça sobre uma frase aparentemente insincera usada por seu empregador. Ele vai até um jantar oferecido por alguns amigos de sua esposa e vê a sua esposa Ffion (Jodie Whittaker) falando com um homem que ele não reconhece, que ela o apresenta como Jonas (Tom Cullen). Alguns dos amigos de Ffion perguntam como Liam se saiu na avaliação e sugerem que ele faça um replay de sua memória na entrevista, para que todos possam dar as suas opiniões sobre ele, mas Jonas consegue salvar Liam de um momento possivelmente embaraçoso.
No jantar, Jonas fala cada vez mais francamente sobre sua vida pessoal e também fala sobre masturbação por meio de re-dos do sexo de seus relacionamentos anteriores. Ao longo da refeição, Liam fica desconfiado de como Ffion parece estar olhando para Jonas, e ele suspeita ainda mais quando nota que ela ri das piadas de Jonas.
Um convidado de jantar diz que foi atacada e teve seu grão violentamente removido, e muitos na mesa concordam que ela teve sorte de sua visão ter sido poupada. A convidada diz que prefere permanecer "sem grão".
Quando Liam e Ffion retornam para casa, Liam incita Ffion a admitir que teve um relacionamento anterior com Jonas muitos anos atrás, o que ela havia mencionado a Liam, mas minimizado. Ela inicialmente disse que durou uma semana, depois diz um mês, e depois admite que foi por seis meses. Essas mentiras iniciais tornam Liam ainda mais paranoico, e ele insiste em reproduzir imagens da noite em questão e exige explicações sobre por que Ffion disse e fez as coisas que ela fez. Ffion torna-se cada vez mais desconfortável com o seu interrogatório implacável, e a conversa não tarda a se transformar em uma luta. Liam pede desculpas e eles têm relações sexuais, mas ambos estão assistindo re-dos durante o ato. Depois que eles terminam, Liam desce as escadas e assiste os re-dos das confissões de Jonas no jantar, enquanto bebe demais. Ele continua fazendo isso pela noite inteira. Na manhã seguinte, Liam discute com Ffion sobre ela ter rido da piada de Jonas. Ela volta para a cama, e ele caminha bêbado para casa de Jonas, onde ele o confronta sobre sua relação com Ffion e ameaça violentamente cortar o grão de Jonas de seu pescoço, caso ele não apagasse todas as imagens dela armazenadas nele. Jonas concorda, e Liam se afasta, bate seu carro em uma árvore e desmaia.
Quando ele acorda, Liam vê o replay de suas últimas lembranças horrorizado na medida em que as lembranças eram exibidas e caminha para casa para confrontar Ffion. Quando Jonas projetou sua lembrança de Ffion na tela da parede antes de apagá-la, Liam havia notado que havia um arquivo provando que Jonas e Ffion tiveram sexo há 18 meses, na mesma época em que a filha Jodie foi concebida, na própria cama de casal deles. Ffion admite trair Liam, dizendo que foi quando Liam a deixou temporariamente após uma briga, mas insiste que ela e Jonas usaram um preservativo e que Liam é verdadeiro pai do bebê. Liam exige que ela reproduza o re-do para provar a hipótese. O vídeo deixa fortemente implícito que Ffion e Jonas não usaram um preservativo.
Nas últimas cenas do episódio, Liam é visto vagando em torno de sua casa agora vazia, enquanto assiste a re-dos de memórias felizes com Ffion e "sua" filha, antes de ir para o banheiro e começar a cortar seu grão de trás da orelha para fora com uma lâmina e um cortador de cutículas. A tela escurece instantaneamente.

## Recepção da crítica
O The A.V. Club classificou o episódio como um A-, comentando: "Mas, como uma parábola assustadora e atualizada que ainda conta um conto tão antigo quanto o tempo, 'The Entire History of You' é bastante notável. Pode muito bem ter previsto (Liam força Ffion a mostrar-lhe o seu encontro mais recente com Jonas), mas somos inteligentemente poupados de ver cada vez que um personagem reproduz algo em seu grão, seus olhos brilham devagar como as imagens são acessadas, dando-lhes um olhar demoníaco. Eu tenho certeza que foi uma decisão intencional." O Den of Geek comentou: "Como é frequentemente no caso da ficção científica, 'The Entire History of You' explora as armadilhas da tecnologia futurística. O apetite por compartilhar partes cuidadosamente selecionadas de nossas vidas pessoais na Internet, a ideia de que as pessoas no futuro poderão gravar e compartilhar memórias não é muito absurda, e a maneira como o episódio mostra isso é bastante convincente e extremamente misteriosa." O The Daily Telegraph avaliou o episódio com 3 de 5 estrelas, e escreveu: "Este foi o menos eficaz dos dramas vistos em Black Mirror, pois o elemento tecnológico não foi tão crucial para a trajetória da história. Pessoas ciumentas sempre encontrarão maneiras de destruir seus relacionamentos sem o recurso a bancos de dados de memória." O tablóide britânico Metro deu um A para o episódio, escrevendo:" O episódio final de Black Mirror desta noite me deixou sentado de frente para uma tela apropriadamente preta com a expressão de um homem que acaba de testemunhar o assassinato de pequenos gatinhos."